# Plebeia wittmanni
Plebeia wittmanni é uma espécie de abelha social sem ferrão pertencente a tribo Meliponini, descrita por Moure e Camargo em 1989.   
É uma espécie ameaçada de extinção desde 2002. Durante o inverno quando as temperaturas podem atingir 0°C, as colônias de P. wittmanni param de criar ninhada e tornam-se inativas.  

## Ninho
A entrada do ninho se caracteriza por um pequeno tubo de cerume de 5 mm a 10 mm de comprimento e 4 mm de diâmetro aproximadamente, não há proteção de cerume dos favos nos ninhos e são construídos em fendas de rocha granítica. O armazenamento de pólen e mel nos potes são separados, os potes são construídos de cerume marrom escuro e apresentam de 6 mm a 8 mm de diâmetro tanto para pólen quanto mel.   

## Características taxonômicas
Operária: Comprimento de 3,7 mm, largura da cabeça de 1,56 mm e largura abdominal 1,48 mm, coloração preta com vestígios amarelos pouco perceptível perto dos olhos na parte inferior e assas transparentes, extremidade basal das tíbias amarelada em todas as patas.

## Distribuição geográfica
A Plebeia wittmanni pode ser encontrada na Argentina, Brasil (Rio Grande do Sul) e Uruguai.

## Interação Abelha-Planta
Lista de plantas que são visitadas por P. wittmanni são:
| Nome científico           | Nome popular |
| Araujia megapotamica      |              |
| Baccharis tridentata      |              |
| Hypochaeris brasiliensis  |              |
| Senecio bonariensis       |              |
| Senecio brasiliensis      |              |
| Macfadyena unguis-cati    |              |
| Gymnocalycium denudatum   |              |
| Notocactus ottonis        |              |
| Notocactus polyacanthus   |              |
| Notocactus sellowii       |              |
| Notocactus succineus      |              |
| Opuntia brunneogemmia     |              |
| Cerastium commersonianum  |              |
| Tradescantia spp.         |              |
| Sebastiania commersoniana |              |
| Mimosa trachycarpa        |              |
| Sisyrinchium spp.         |              |
| Glechon thymoides         |              |
| Tibouchina gracilis       |              |
| Eugenia uniflora          | Pitangueira  |
| Oxalis brasiliensis       |              |
| Oxalis niederleinii       |              |
| Citrus sinensis           | Laranjeira   |